# Серби
Серби (серб. Срби, Srbi) — південнослов'янський народ, представники якого проживають у Сербії, Чорногорії, Боснії і Герцеговині, Хорватії та інших країнах. Загальна чисельність близько 12-13 млн осіб. Основна релігія — православ'я. Мова — сербська.

## Історія
Етнічна історія народу пов'язується з переселенням слов'янських племен на Балкани, як вважається, у 6-7 століттях н. е. У 9-му столітті створено Сербське князівство, яке відтоді тяжіє до централізації держави.
Ці процеси зухвало перервані військовою поразкою на Косовому Полі у 1389 р. Цю історичну подію серби справедливо вважають національною трагедією, адже відтоді сербські землі — під орудою Османської імперії. «Османське ярмо» тривало майже п'ять століть. Лише на початку 19-го століття підсилюється визвольна боротьба сербів за волю, яка призводить до автономізації (1833), а потім до створення незалежної Сербської держави (1878).
У 1918 р. створено Королівство сербів, хорватів і словенців (з 1929 року — Югославія). У Другій світовій війні Югославія була майже єдиною державою, війська якої визволили самостійно без допомоги союзників територію країни від загарбників. У післявоєнний час в Югославії панує соціалістичний режим Броз Тіто, який хоча і сприймається неоднозначно в плані свобод і прав громадян, проте був досить ліберальним в економічному плані.
Югославія — країна, яка найбільше потерпіла від потрясінь кінця 80-90 років 20 століття. Розкол держави, економічний занепад, масова еміграція населення — явища, які супроводжують сучасне життя Сербії. Негативні процеси не зупинилися. На сьогоднішній день Сербія майже втратила історичні сербські землі, в наш час[коли?] заселені переважно албанцями (автономний край Косово), які вимагають самовизначення.

## Духовна культура
Серби наділені своєрідними вдачею і національним менталітетом. Всесвітньо відомі і вшановані сербські ліричні пісні, проникнуті журбою. Взагалі у культурі сербів, як і в історії, намішано багато впливів, втім відчутне і давнє архаїчне коріння.
До сербського фольклору зверталися без винятку всі творці і класики національних слов'янських літератур. У нас — І. Франко, С. Руданський тощо. Зачинателем сербської національної фольклористики справедливо вважається Вук Караджич. У його збірках пісні і казки сербів, босняків і чорногорців (з вказівкою не на окрему етнічну приналежність, а на місце запису).

## Галерея

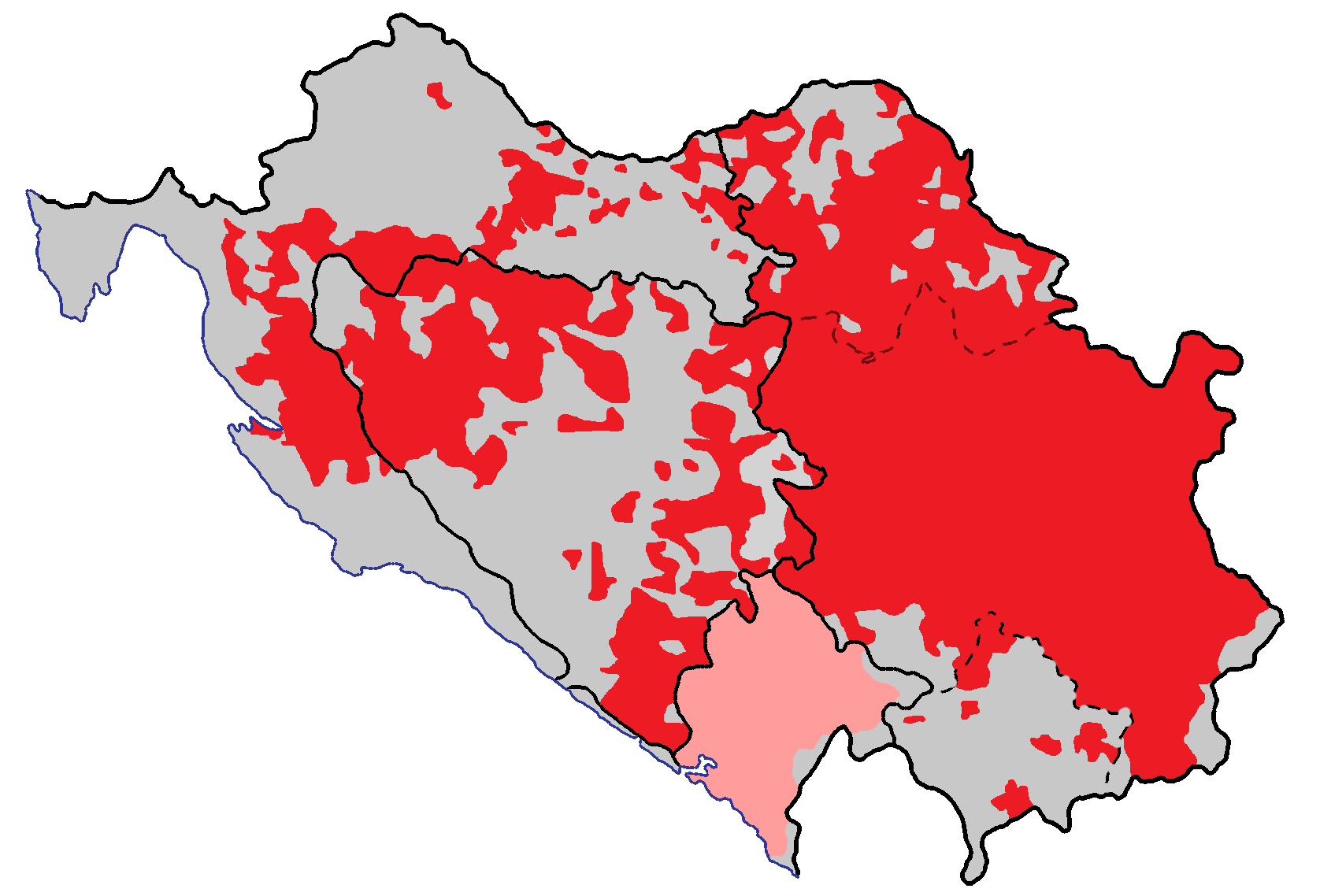
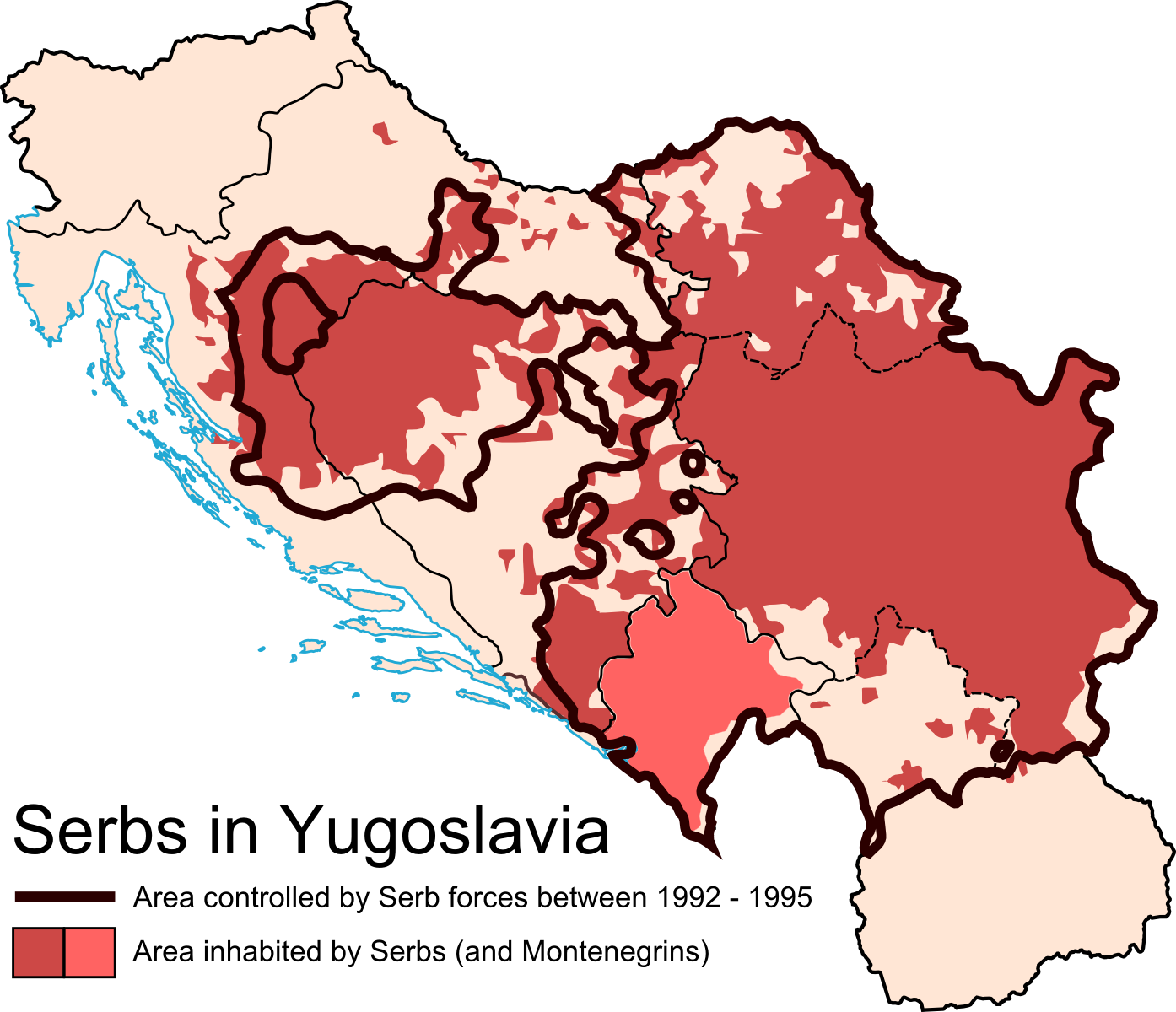
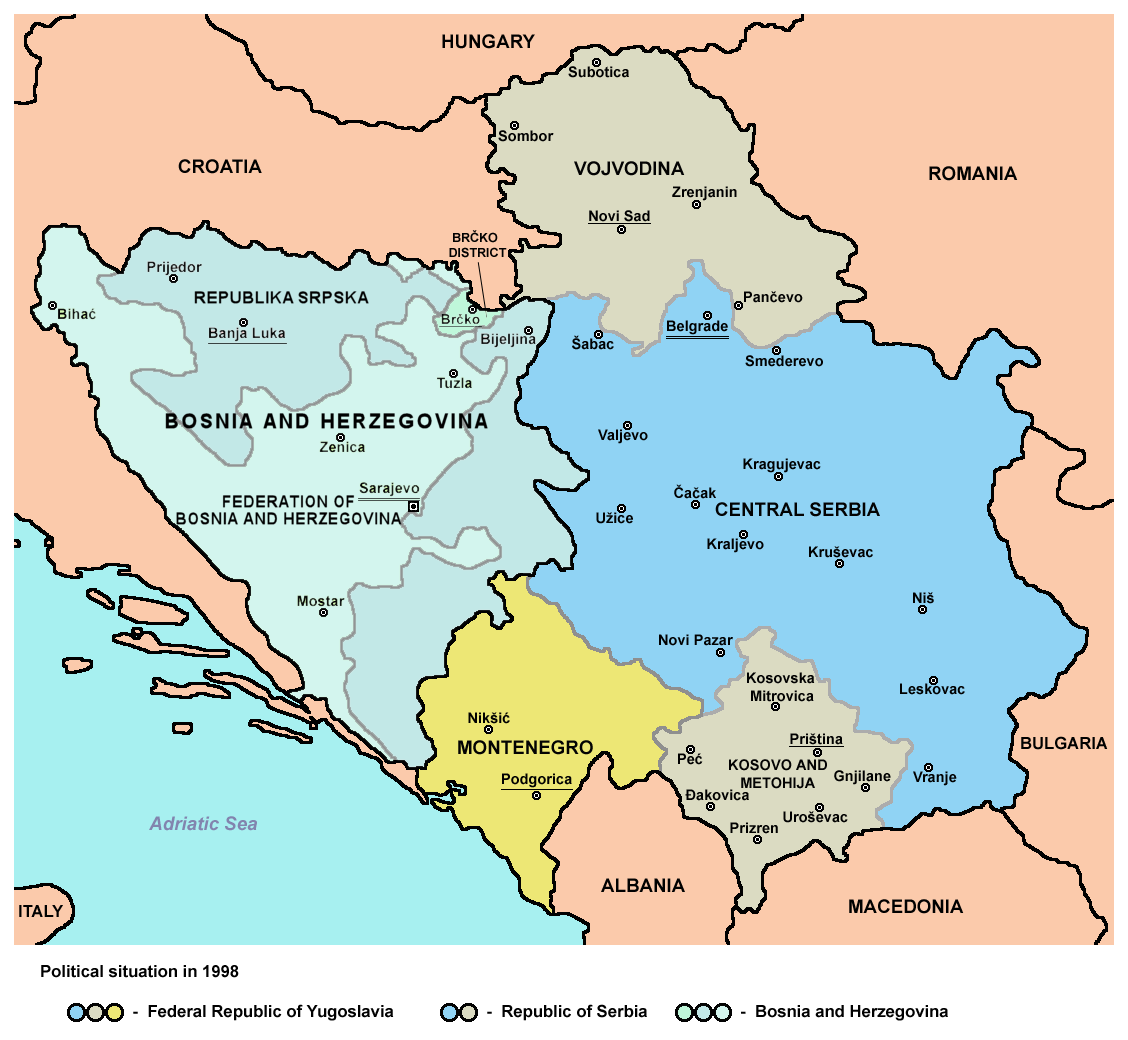

## Відомі серби
- Гойко Мітіч — актор, режисер, спортсмен, каскадер
- Емір Кустуриця — кінорежисер
- Нікола Тесла — фізик та винахідник
- Мілутін Міланкович — кліматолог, геофізик, астроном, математик та письменник-фантаст, академік Сербської академії наук і мистецтв
- Йован Цвіїч — географ, президент Сербської Королівської Академії Наук та ректор Белградського університету.